# Copris urus
Copris urus là một loài bọ cánh cứng trong họ Bọ hung (Scarabaeidae).